# غوري جيل
غوري جيل (بالإنجليزية: Gauri Gill)‏ هي مصورة هندية، ولدت في 1970 في نيودلهي في الهند.